# غرفة العمليات الجنوبية
غرفة العمليات الجنوبية هو تحالف سوري معارض يتكون من فصائل درزية مسلحة مختلفة ومجموعات معارضة سورية في محافظات السويداء والقنيطرة ودرعا في الجنوب السوري. تأسست في 6 ديسمبر 2024 في جنوب سوريا أثناء هجوم المعارضة السورية عام 2024.